# Союз ТМ-3
Союз ТМ-3 — радянський пілотований космічний корабель (КК) серії «Союз ТМ», типу 7К-СТ, індекс ГРАУ 11Ф732. Серійний номер 53. Реєстраційні номери: NSSDC ID: 1987-063A; NORAD ID: 18222.
Другий пілотований політ корабля серії «Союз ТМ» до орбітальної станції Мир. 3й пілотований політ до орбітальної станції Мир, 117й пілотований політ, 114й орбітальний політ, 63й радянський політ.
На кораблі почав політ перший екіпаж відвідин станції (ЕВ-1): командир Вікторенко Олександр Степанович, бортінженер Александров Олександр Павлович, космонавт-дослідник Фаріс Мухамед Ахмед (перший сирійський космонавт). Здійснили посадку: командир ЕО-2 Романенко Юрій Вікторович, бортінженер ЕО-2 Александров Олександр Павлович, космонавт-дослідник ЕВ-2 Левченко Анатолій Семенович.
Корабель замінив Союз ТМ-2 як рятувальний апарат у зв'язку з обмеженою тривалістю експлуатації корабля.
Під час польоту корабля Союз ТМ-3: тривали польоти орбітальних комплексів: орбітальна станція Салют-7 з пристикованим транспортним кораблем постачання Космос-1686 (ТКС-4), орбітальна станція Мир з пристикованим космічним кораблем Союз ТМ-2; закінчився політ корабля Союз ТМ-2; відбулись польоти вантажних кораблів Прогрес-31, Прогрес-32, Прогрес-33; почався політ космічного корабля Союз ТМ-4.

## Параметри польоту
- Маса корабля — 7100 кг
- Нахил орбіти — 51,6°
- Орбітальний період — 91 хвилина
- Апогей — 353 км
- Перигей — 297 км

- Екіпаж на старті: командир ЕВ-1 Вікторенко Олександр Степанович, бортінженер ЕВ-1 Александров Олександр Павлович, космонавт-дослідник ЕВ-1 Фаріс Мухамед Ахмед.

- Дублерний екіпаж: командир Соловйов Анатолія Якович, бортінженер Савіних Віктор Петрович. Хабіб Мунір Хабіб.

- Екіпаж при посадці: командир ЕО-2 Романенко Юрій Вікторович, бортінженер ЕВ-1 Александров Олександр Павлович, космонавт-дослідник ЕВ-2 Левченко Анатолій Семенович.

## Політ

### Запуск Союзу ТМ-3
22 липня 1987 о 01:59:17 UTC з космодрому Байконур ракетою-носієм Союз-У2 (11А511У2) було запущено космічний корабель Союз ТМ-3 з екіпажем Вікторенко Олександр Степанович, Александров Олександр Павлович, Фаріс Мухамед Ахмед. У цей час на орбіті перебували: орбітальна станція Мир з пристикованим космічним кораблем Союз ТМ-2 і орбітальна станція Салют-7 з пристикованим транспортним кораблем постачання Космос-1686 (ТКС-4).

### Стикування Союзу ТМ-3
24 липня 1987 о 03:31:23 UTC космічний корабель Союз ТМ-3 автоматично пристикувався до заднього стикувального вузла модуля Квант орбітального комплексу Мир.
Екіпажу довелось використати важіль для відкривання люку, що був щільно припасований.
Після стикування на станції перебували: Романенко, Лавейкін, Вікторенко, Александров, Фаріс.
Об'єднаний екіпаж фотографував поверхню Землі (переважно Сирію) і здійснював експерименти з виготовлення матеріалів, також здійснювались біологічні експерименти.

### Відстикування Союзу ТМ-2
29 липня 1987 о 20:37:00 UTC космічний корабель Союз ТМ-2 з екіпажем Лавейкін, Вікторенко, Фаріс відстикувався від перехідного відсіку базового блоку орбітального комплексу Союз ТМ-2+Мир. Лавейкін повернувся достроково у зв'язку з проблемами зі здоров'ям. Командир першого основного екіпажу Романенко продовжив політ з Александровим.
Після відстикування на станції перебували: Романенко, Александров.
30 липня 1987 до вмикання двигунів на гальмування відокремився орбітальний модуль і залишився на орбіті 308 X 356 км, о 00:13:51 UTC корабель Союз ТМ-2 увімкнув двигуни на гальмування для сходу з орбіти і о 01:04:12 UTC приземлився за 140 км на північний схід від міста Аркалик.

### Перестикування Союзу ТМ-3
30 липня 1987 о 23:27:49 UTC космічний корабель Союз ТМ-3 з екіпажем Романенко, Александров відстикувався від заднього стикувального вузла модуля Квант комплексу Мир. О 23:47:41 UTC космічний корабель Союз ТМ-3 з екіпажем Романенко, Александров пристикувався до перехідного відсіку базового блоку орбітального комплексу Мир. Перестикуванням було звільнено задній стикувальний вузол модуля Квант для прийому вантажного корабля Прогрес-31.

### Прогрес-31
3 серпня 1987 о 20:44:11 UTC з космодрому Байконур ракетою-носієм Союз-У2 (11А511У2) було запущено космічний корабель Прогрес-31.
5 серпня 1987 о 22:27:35 UTC Прогрес-31 пристикувався до заднього стикувального вузла модуля Квант орбітального комплексу Мир+Союз ТМ-3.
21 вересня 1987 о 23:57:41 UTC космічний корабель Прогрес-31 відстикувався від заднього стикувального вузла модуля Квант орбітального комплексу Мир+Союз ТМ-3.
23 вересня 1987 о 00:22:00 UTC корабель увімкнув двигуни на гальмування для сходу з орбіти і о 01:02 UTC згорів у щільних шарах атмосфери.

### Прогрес-32
23 вересня 1987 о 20:44:11 UTC з космодрому Байконур ракетою-носієм Союз-У2 (11А511У2) було запущено космічний корабель Прогрес-32.
26 вересня 1987 о 22:27:35 UTC Прогрес-32 пристикувався до заднього стикувального вузла модуля Квант орбітального комплексу Мир+Союз ТМ-3.
10 листопада 1987 о 04:09:10 UTC космічний корабель Прогрес-32 відстикувався від заднього стикувального вузла модуля Квант орбітального комплексу Мир+Союз ТМ-3.
10 листопада 1987 о 05:47:25 UTC Прогрес-32 пристикувався до заднього стикувального вузла модуля Квант орбітального комплексу Мир+Союз ТМ-3.
17 листопада 1987 о 19:24:37 UTC космічний корабель Прогрес-32 відстикувався від заднього стикувального вузла модуля Квант орбітального комплексу Мир+Союз ТМ-3.
19 листопада 1987 о 00:10:00 UTC корабель увімкнув двигуни на гальмування для сходу з орбіти і о 00:58 UTC згорів у щільних шарах атмосфери.

### Прогрес-33
20 листопада 1987 о 23:47:12 UTC з космодрому Байконур ракетою-носієм Союз-У2 (11А511У2) було запущено космічний корабель Прогрес-33.
23 листопада 1987 о 01:39:13 UTC Прогрес-33 пристикувався до заднього стикувального вузла модуля Квант орбітального комплексу Мир+Союз ТМ-3.
19 грудня 1987 о 08:15:46 UTC космічний корабель Прогрес-33 відстикувався від заднього стикувального вузла модуля Квант орбітального комплексу Мир+Союз ТМ-3.
19 грудня 1987 о 12:56 UTC корабель увімкнув двигуни на гальмування для сходу з орбіти і о 13:37 UTC згорів у щільних шарах атмосфери.

### Запуск Союзу ТМ-4
21 грудня об 11:18:03 UTC з космодрому Байконур ракетою-носієм Союз-У2 (11А511У2) було запущено космічний корабель Союз ТМ-4 з екіпажем Титов Володимир Георгійович, Манаров Муса Хіраманович, Левченко Анатолій Семенович.

### Стикування Союзу ТМ-4
21 грудня о 12:50:49 UTC космічний корабель Союз ТМ-4 пристикувався до заднього стикувального вузла модуля Квант орбітального комплексу Мир+Союз ТМ-3.
Після стикування на станції перебували: Романенко, Александров, Титов, Манаров, Левченко.
Корабель замінив Союз ТМ-3 як рятувальний апарат у зв'язку з обмеженою тривалістю експлуатації корабля.

### Відстикування Союзу ТМ-3
29 грудня о 05:58 UTC космічний корабель Союз ТМ-3 з екіпажем Романенко, Александров, Левченко відстикувався від перехідного відсіку базового блоку орбітального комплексу Союз ТМ-4+Мир.
Після відстикування на станції перебували: Титов, Манаров.
29 грудня 1987 до вмикання двигунів на гальмування відокремився орбітальний модуль і залишився на орбіті 308 X 356 км, о 08:21 UTC корабель Союз ТМ-3 увімкнув двигуни на гальмування для сходу з орбіти і о 09:16:15 UTC приземлився за 140 км на північний схід від міста Аркалик.